# ألين بلانشارد
ألين بلانشارد (بالإنجليزية: Allen Blanchard)‏ هو عالم جريمة وسياسي أسترالي، ولد في 17 أبريل 1929 في لندن في المملكة المتحدة، وتوفي في 25 أكتوبر 2008. حزبياً، نشط في حزب العمال الأسترالي. وقد انتخب عضو مجلس النواب الأسترالي عن دائرة Division of Moore ‏ (5 مارس 1983 – 24 مارس 1990).